# 八尺門的辯護人
《八尺門的辯護人》（英語：Port of Lies）是一部以法律題材為主軸的政治驚悚影集，涉及原住民、外籍移工、死刑存廢、官商勾結等議題，劇情主線以1986年命案「湯英伸事件」為原型。受文化內容策進院內容開發專案計畫劇本開發支持及中華民國文化部110年電視製作2000萬補助，由鏡文學和中華電信共同出品，改編自同名原著小說的电视剧，由董成瑜擔任監製，原著作者唐福睿擔任影集導演、編劇，由李銘順主演。

## 製作
該影集改編自導演唐福睿於2021年出版之長篇小說《最刑島》，該原著小說本身即以影視拍攝為前提創作，初始構想來自電影劇本大綱，經過拓展與改寫後形成小說文本，經獲第二屆鏡文學百萬影視小說首獎，鏡文學董事長裴偉在典禮中宣布鏡文學將直接投資拍攝，並由作者唐福睿親自擔任導演及編劇，成為鏡文學首部自製影集。
該作品最初以《最刑島》為名，歸因企圖營造日本本格推理小說的風格。改編成劇本時定名為《八尺門的辯護人》。新標題源自田野調查過程中的受訪對象，其中「辯護人」三字使觀眾能即時辨識作品類型；「八尺門」為基隆市地名，因較少被使用帶有陌生感。兩詞結合亦具雙關意涵，既指來自八尺門的辯護人，也意指為八尺門少數族群，即劇中主角所屬的原住民族發聲。因而決定連帶將小說名稱一併更改。
該劇拍攝總預算為新台幣6,800萬元，獲文化內容策進院「內容開發專案計畫」劇本開發補助，文化部電視節目製作補助新台幣2,000萬元，並由鏡文學與中華電信共同出資製作。
開播記者會於2023年6月28日舉辦，監製董成瑜、導演唐福睿以及金鐘獎視帝李銘順率雷嘉汭、初孟軒、潘儀君、范逸臣、楊烈、陸夏等主要演員出席。

### 主題
該故事初期以「法律」為題，據唐福睿表示，自己對該議題有特別關注，並希望能在影視作品中發展相關內容。確定方向後開始蒐集資料，並以1986年發生的社會事件湯英伸事件作為原型。該案件涉及一位受雇主虐待的原住民青年犯下殺人罪行，因而思考時至今日臺灣原住民的處境是否已有所改變，並逐步建立起劇本的主體架構。然而除此案外，影集故事仍是由死刑展開自然發生後續內容，不是先設定再套用。例如劇中對遠洋漁業的描寫，是在決定處理臺灣外籍移工問題後，進一步研究過程中才與遠洋漁業中移工所遭遇的勞動處境結合而成。
劇中漁工所工作的漁船「平春16號」，其設定部分參考自2016年發生的「和春61號」事件。該漁船自高雄港出航，航行至復活島與斐濟之間的公海期間，船上6名印尼籍船員進入船長艙並將船長殺害。隔日，由輪機長通報船長死亡，6名船員於抵達斐濟港口後接受當地警方調查，並全數坦承犯行。根據萬那杜最高法院的判決內容與相關國際組織的訪談紀錄，案發前該船即存在長期強迫勞動的情況。除引發對暴力事件本身的關注外，也凸顯出遠洋漁業中移工所面臨的勞動剝削問題，特別是與權宜船制度相關的監管漏洞與人權爭議。
原始劇本大綱僅有部分主要角色與故事的開頭與結尾概念，創作初期更接近小說寫作。在田調調查期間，唐福睿先完成故事內容，最後才進行分場與填入對白。他指出，約七至八成的劇本素材來自閱讀各類文史資料、論文、報導與小說，亦訪談原住民、漁工、法官、公設辯護人、人類學與民族學者等。關於死刑制度描寫，唐福睿原本希望能訪問參與死刑執行的相關人員，但實務上難以接觸，因此主要仍仰賴相關論文與資料。移工相關資料來源則更為多元，包括社福移工與漁工等不同面向。雖也進行實地訪談，但仍因語言隔閡，訪談內容難以深入，因此仍以閱讀資料為主。製作期間，考量由於小說不受篇幅限制，內容得以自由展開，最終成品與原本的電影大綱已有顯著差異，改編為影集形式後更為貼合。
選定劇中故事背景設定於基隆市八尺門的原因，唐福睿透露，雖高雄市為臺灣遠洋漁業的主要基地，從產業現實角度而言更為合理，但選擇基隆作為主要舞台，主要基於歷史與地理的多重考量。由於基隆曾是臺灣的第一大港，擁有複雜且多元的移民歷史，因此成為極具敘事張力與文化層次的故事發生地。此外，八尺門地區融合原住民族群、東南亞移工與遠洋漁業等多重元素，正與劇中所探討的主題高度契合。

### 選角
演員部分，李銘順飾演來自八尺門阿美族部落的公設辯護人「佟寶駒」。由於角色設定獨特，選角頗為困難，經過多方評估後由李銘順出演。他為角色進行事前準備，包括學習阿美族語及到法院旁聽觀摩訴訟流程。由初孟軒飾演的替代役男「連晉平」，則設定為出身法官世家的角色，初表示，自己在大學時期曾立志成為專業救護人員或防護員，這段經歷與劇中角色的特質相近，因此他將當時投入的心境作為詮釋角色時的心理依據。
印尼籍看護工「莉娜」一角由雷嘉汭飾演。原先劇組希望由印尼籍演員擔任，並透過印尼當地經紀公司進行視訊試鏡。然而因疫情緣故，外籍演員來台受限，只得轉向尋找在台印尼留學生參與演出。劇組曾找到一位合適人選並安排表演課程，但對方因無演戲經驗且擔憂戲中涉及死刑議題會引起家人反感，在開拍前一個月決定退出。劇組一度陷入困境，最終因選角人員在《鏡週刊》上讀到雷嘉汭的專訪，認為其外型合適便進行接洽。為詮釋角色，雷除了接受劇組安排的印尼語課程，亦將所有空閒時間投入語言學習。
配角方面，蘇達飾演的部落社區警察「徐世漢」在原著中著墨不多，但在劇本撰寫階段逐漸發展成關鍵角色。陸夏飾演受訓中的學習司法官李怡容，范逸臣飾演遠洋漁船平春16號大副彭正民一角。該角為范首次以自身阿美族原住民身份出演的角色。；潘儀君將飾演法務部長陳令秋。張耀飾演劇中涉入命案的印尼籍漁工「阿布杜爾」。張耀本身來自印尼，在試鏡後並未立即獲得演出保證。導演唐福睿請劇組為其安排每週三堂一對一表演課，並給予三個月的準備期，其中包含角色訓練與減重要求。張耀雖未參與進行與印尼漁工有關的田野調查，但透過課程訓練與角色探索逐步理解角色脈絡。
黃健瑋在劇中飾演立法委員一角。但影集播出前捲入性侵爭議，並自事件曝光後未再參與影集相關宣傳活動。對此監製董成瑜及唐福睿回應表示，黃健瑋在劇中戲份原本即不多，製作方亦無計畫刪除其已拍攝的畫面。

### 拍攝
拍攝於2021年12月17日開鏡，文策院副院長盧俊偉出席支持，主要演員與劇組皆出席開鏡儀式，預定2022年3月殺青。，
影集以基隆市作為主要背景地，實際拍攝地點包括和平島八尺門、海濱國宅、正濱漁港與漁會正濱大樓等區域，除基隆市外，劇組亦於宜蘭縣南方澳的岸置中心取景，

### 後製
後製期間，唐福睿與配樂團隊盧律銘提早展開討論，希望音樂能在敘事與情感引導上發揮作用。劇中採用了印尼歷史悠久的民族音樂「東南亞鑼樂」，導演表示，透過音樂融入文化與族群差異，是影集在視聽層面上的特色。

## 播出時間
| 頻道        | 所在地 | 播出日期     | 播出時間                  |
| ----------- | ------ | ------------ | ------------------------- |
| 公視主頻    | 臺灣   | 2023年7月2日 | 每週日 21:00 （連播兩集） |
| 中華電信MOD | 臺灣   | 2023年7月2日 | 每週日 21:00 （連播兩集） |
| Hami Video  | 臺灣   | 2023年7月2日 | 每週日 21:00 （連播兩集） |

## 演員列表
| 演員        | 角色                         |
| ----------- | ---------------------------- |
| 李銘順      | 佟寶駒 （Takara）            |
| 雷嘉汭      | 莉娜 （Leena）               |
| 初孟軒      | 連晉平                       |
| 范逸臣      | 彭正民 （Lekal）             |
| 潘儀君      | 陳令秋                       |
| 楊烈        | 洪振雄                       |
| 陸夏        | 李怡容                       |
| 黃健瑋      | 蔣德仁                       |
| 王傳一      | 劉家恆                       |
| 蘇達        | 徐世漢 （Angaw）             |
| 伊正        | 連正儀                       |
| 馬國賢      | 林鼎紋                       |
| 懷劭·法努司 | 佟守中 （Looh）              |
| 張耀        | 阿布杜爾阿德勒 （Abdul-Adl） |
| 拉卡·巫茂   | 鄭峰群 （Kaniw）             |
| 徐灝翔      | 陳奕傳                       |
| 洪毓璟      | 蘇普里安托 （Suprianto）     |
| 陳恩甄      | 林芳語                       |
| 楊宗樺      | 姆力 （Moli）                |
| 柯恩        | 老許                         |
| 李欣穎      | 許奶奶                       |
| 賈斯汀      | 肯尼·道森 （Kenny Dowson）   |
| 吳翰林      | 佟寶駒（青年）               |
| 韓寧        | 陳令秋（青年）               |

## 電視劇歌曲
| 曲別   | 歌名     | 演唱者 | 作詞           | 作曲                   |
| ------ | -------- | ------ | -------------- | ---------------------- |
| 主題曲 | 天亮之前 | A-Lin  | 許媛婷、洪健瑞 | 楊展鴻、佳旺           |
| 插曲   | 隨波逐流 | 邱軍   | 陳方丈、唐福睿 | 陳方丈、王正志、李百罡 |

## 原著小說
- 唐福睿：《八尺門的辯護人》，鏡文學，2021年12月10日，ISBN 9786267054055。

## 獎項

### 金鐘獎
| 年份   | 頒獎單位     | 獎項                             | 入圍者                         | 結果 |
| ------ | ------------ | -------------------------------- | ------------------------------ | ---- |
| 2024年 | 第59屆金鐘獎 | 最具人氣獎                       | 《八尺門的辯護人》             | 獲獎 |
| 2024年 | 第59屆金鐘獎 | 迷你劇集獎                       | 《八尺門的辯護人》             | 獲獎 |
| 2024年 | 第59屆金鐘獎 | 迷你劇集（電視電影）導演獎       | 唐福睿                         | 提名 |
| 2024年 | 第59屆金鐘獎 | 迷你劇集（電視電影）編劇獎       | 唐福睿                         | 獲獎 |
| 2024年 | 第59屆金鐘獎 | 迷你劇集／電視電影男主角獎       | 李銘順                         | 獲獎 |
| 2024年 | 第59屆金鐘獎 | 迷你劇集（電視電影）女主角獎     | 雷嘉汭                         | 提名 |
| 2024年 | 第59屆金鐘獎 | 迷你劇集（電視電影）男配角獎     | 楊烈                           | 提名 |
| 2024年 | 第59屆金鐘獎 | 迷你劇集（電視電影）女配角獎     | 潘儀君                         | 提名 |
| 2024年 | 第59屆金鐘獎 | 迷你劇集／電視電影最具潛力新人獎 | 張耀                           | 提名 |
| 2024年 | 第59屆金鐘獎 | 戲劇類節目攝影獎                 | 詹嘉文                         | 提名 |
| 2024年 | 第59屆金鐘獎 | 戲劇類節目剪輯獎                 | 蘇珮儀                         | 提名 |
| 2024年 | 第59屆金鐘獎 | 戲劇類節目聲音設計獎             | 黃年永、陳奕伶、王子柔、楊子介 | 獲獎 |
| 2024年 | 第59屆金鐘獎 | 戲劇類節目美術設計獎             | 趙思豪                         | 提名 |
| 2024年 | 第59屆金鐘獎 | 戲劇類節目造型設計獎             | 羅宛怡                         | 提名 |
| 2024年 | 第59屆金鐘獎 | 戲劇類節目燈光獎                 | 劉宸瑋                         | 提名 |
| 2024年 | 第59屆金鐘獎 | 戲劇配樂獎                       | 盧律銘、林孝親、林思妤         | 獲獎 |
| 2024年 | 第59屆金鐘獎 | 戲劇類節目創新獎                 | 《八尺門的辯護人》             | 獲獎 |

## 同時段節目變遷
| 台灣 公視 每週日 21:00                                             | 台灣 公視 每週日 21:00                                | 台灣 公視 每週日 21:00 |
| ------------------------------------------------------------------ | ----------------------------------------------------- | ---------------------- |
|                                                                    | 八尺門的辯護人 （2023年7月2日－2023年7月23日）        |                        |
| 姐妹們的音樂萬萬歲 （2022年3月20日－2023年6月25日） （非戲劇節目） | 姐妹們的音樂萬萬歲 （2023年7月30日－） （非戲劇節目） |                        |

## 外部連結
- 互联网电影数据库（IMDb）上《八尺門的辯護人》的资料（英文）
- 八尺門的辯護人的Facebook專頁
- 八尺門的辯護人 - 鏡文學 Mirror Fiction （页面存档备份，存于）
- 八尺門的辯護人 - HamiVideo （页面存档备份，存于）
- 八尺門的辯護人 Port of Lies - Yahoo奇摩電影戲劇 （页面存档备份，存于）
- 官方网站－八大